# Midtbyen
Midtbyen, littéralement « centre ville », est un arrondissement (en norvégien bokmål: bydel) de la ville de Trondheim, dans le comté de Sør-Trøndelag, en Norvège. Les autres arrondissements sont Lerkendal, Heimdal et Østbyen.
Midtbyen a été créé par arrêté municipal, le 1er janvier 2005, et il est composé des quartiers de Sentrum, Byåsen, Ila, Tempe, Elgeseter, Stavne et Trolla. Au sud, il est limitrophe avec le district de Lerkendal.
Quelques points d'intérêt sont la cathédrale de Nidaros, la statue du fondateur de la ville, Olaf Ier de Norvège, et l'Institut d'archéologie et le Conservatoire de musique de l'Université la Norvège de science et de technologie (NTNU). Les principales banques de Trondheim ont leur siège à Midtbyen. Il arbitre également un centre commercial, le Trondheim Torg. 